# Liga2 2023 (Perú)
La Liga2 de Fútbol Profesional del Perú 2023, conocida como Liga2 2023 y por razones de patrocinio como Liga2 1xBet 2023, fue la edición número 71 de la Segunda División del Perú, la decimoctava desde que se descentraliza en 2006, la quinta bajo la denominación de Liga2 y la primera y la última bajo el patrocinio de 1xBet.
Desde el 16 de mayo de 2023, la Liga2 2023, que es transmitida parcialmente por Nativa TV, tiene como patrocinador principal a la empresa de apuestas deportivas 1xBet, por lo que el torneo se llama comercialmente Liga2 1xBet. Este patrocinio duró hasta fines del 2023, con opción a ampliarse, de acuerdo al convenio entre la empresa y la FPF.
El campeón de esta edición fue el club Comerciantes Unidos, que logró su ascenso a la Liga1 2024.

## Formato

### Fase regular
Se juega de abril a septiembre. Los catorce equipos jugarán todos contra todos en partidos de ida y vuelta. Al finalizar las veintiséis fechas, el equipo con mayor puntaje acumulado obtendrá el primer ascenso para la Liga1 2024.

### Play-offsde ascenso
Se llevará a cabo en octubre, definirá al subcampeón y segundo ascendido. Se dividirá en tres fases:
Cuartos de final: 
- Se enfrentan:
  - llave 1: 5.° puesto vs. 6.° puesto
  - llave 2: 4.° puesto vs. 7.° puesto
- Los ganadores de dichas llaves clasificarán a semifinal.

 Semifinales: 
- Se enfrentan:
  - A: 2.° puesto vs. ganador llave 1
  - B: 3.° puesto vs. ganador llave 2
- Los ganadores de dichas llaves clasificarán a la final.

 Final: 
- Se enfrentarán:
  - ganador A vs. ganador B
- El ganador de dicha final, ascenderá a la Liga1 2024.

### Descenso/ascenso Copa Perú
El equipo con menor puntaje durante las veintiséis fechas de la fase regular descenderá a la Copa Perú 2024.
En el caso de la Copa Perú 2023, los 4 semifinalistas de la fase final ascenderán a la Liga2 2024.

## Ascensos y descensos
| Pos. | Descendidos de la Liga1 2022 |
| ---- | ---------------------------- |
| Rev. | Ayacucho FC                  |
| 18.° | Universidad San Martín       |
| 19.° | Carlos Stein                 |

| Pos. | Ascendidos de la Liga2 2022 |
| ---- | --------------------------- |
| 1.°  | Cusco FC                    |
| Rev. | Unión Comercio              |

| Pos. | Descendidos de la Liga2 2022 |
| ---- | ---------------------------- |
| 13.° | Sport Chavelines             |

| Pos. | Ascendido de la Copa Perú 2022 |
| ---- | ------------------------------ |
| 2.°  | Comerciantes FC                |

## Geolocalización
| Lambayeque        | 3 | Carlos Stein, Juan Aurich y Pirata FC | Coopsol Unión Huaral Llacuabamba Juan Aurich · Pirata FC Comerciantes Unidos Alianza Universidad Los Chankas Santos FC Alfonso Ugarte Ayacucho FC U. San Martín Carlos Stein Comerciantes FC Localización de los equipos de la segunda división de 2023 |
| Lima              | 2 | Unión Huaral y Deportivo Coopsol      | Coopsol Unión Huaral Llacuabamba Juan Aurich · Pirata FC Comerciantes Unidos Alianza Universidad Los Chankas Santos FC Alfonso Ugarte Ayacucho FC U. San Martín Carlos Stein Comerciantes FC Localización de los equipos de la segunda división de 2023 |
| Apurímac          | 1 | Los Chankas                           | Coopsol Unión Huaral Llacuabamba Juan Aurich · Pirata FC Comerciantes Unidos Alianza Universidad Los Chankas Santos FC Alfonso Ugarte Ayacucho FC U. San Martín Carlos Stein Comerciantes FC Localización de los equipos de la segunda división de 2023 |
| Ayacucho          | 1 | Ayacucho FC                           | Coopsol Unión Huaral Llacuabamba Juan Aurich · Pirata FC Comerciantes Unidos Alianza Universidad Los Chankas Santos FC Alfonso Ugarte Ayacucho FC U. San Martín Carlos Stein Comerciantes FC Localización de los equipos de la segunda división de 2023 |
| Cajamarca         | 1 | Comerciantes Unidos                   | Coopsol Unión Huaral Llacuabamba Juan Aurich · Pirata FC Comerciantes Unidos Alianza Universidad Los Chankas Santos FC Alfonso Ugarte Ayacucho FC U. San Martín Carlos Stein Comerciantes FC Localización de los equipos de la segunda división de 2023 |
| Huánuco           | 1 | Alianza Universidad                   | Coopsol Unión Huaral Llacuabamba Juan Aurich · Pirata FC Comerciantes Unidos Alianza Universidad Los Chankas Santos FC Alfonso Ugarte Ayacucho FC U. San Martín Carlos Stein Comerciantes FC Localización de los equipos de la segunda división de 2023 |
| Ica               | 1 | Santos FC                             | Coopsol Unión Huaral Llacuabamba Juan Aurich · Pirata FC Comerciantes Unidos Alianza Universidad Los Chankas Santos FC Alfonso Ugarte Ayacucho FC U. San Martín Carlos Stein Comerciantes FC Localización de los equipos de la segunda división de 2023 |
| La Libertad       | 1 | Deportivo Llacuabamba                 | Coopsol Unión Huaral Llacuabamba Juan Aurich · Pirata FC Comerciantes Unidos Alianza Universidad Los Chankas Santos FC Alfonso Ugarte Ayacucho FC U. San Martín Carlos Stein Comerciantes FC Localización de los equipos de la segunda división de 2023 |
| Provincia de Lima | 1 | Universidad San Martín                | Coopsol Unión Huaral Llacuabamba Juan Aurich · Pirata FC Comerciantes Unidos Alianza Universidad Los Chankas Santos FC Alfonso Ugarte Ayacucho FC U. San Martín Carlos Stein Comerciantes FC Localización de los equipos de la segunda división de 2023 |
| Loreto            | 1 | Comerciantes FC                       | Coopsol Unión Huaral Llacuabamba Juan Aurich · Pirata FC Comerciantes Unidos Alianza Universidad Los Chankas Santos FC Alfonso Ugarte Ayacucho FC U. San Martín Carlos Stein Comerciantes FC Localización de los equipos de la segunda división de 2023 |
| Puno              | 1 | Alfonso Ugarte                        | Coopsol Unión Huaral Llacuabamba Juan Aurich · Pirata FC Comerciantes Unidos Alianza Universidad Los Chankas Santos FC Alfonso Ugarte Ayacucho FC U. San Martín Carlos Stein Comerciantes FC Localización de los equipos de la segunda división de 2023 |

## Datos
Equipos participantes de la temporada 2023.
| Equipo                 | Ciudad      | Entrenador         | Estadio                  | Aforo  | Estadio alternativo                                                                                 | Proveedor   | Patrocinador principal (en la equipación) | Otros patrocinadores (en la equipación)                                                                      |
| ---------------------- | ----------- | ------------------ | ------------------------ | ------ | --------------------------------------------------------------------------------------------------- | ----------- | ----------------------------------------- | --- |
| Alfonso Ugarte         | Puno        | Ronny Revollar     | Monumental UNA           | 20 000 | 3 alternativas Enrique Torres Belón Modelo Ilave Guillermo Briceño                                  | Shumawa     | Grupo Orienta                             | 3 patrocinadores Orienta caja cuzco Expreso Sur Oriente                                                      |
| Alianza Universidad    | Huánuco     | Paul Cominges      | Heraclio Tapia           | 25 000 | 1 alternativa Olímpico de Amarilis                                                                  | Performance | UDH                                       | 2 patrocinadores JABB UDH                                                                                    |
| Ayacucho FC            | Ayacucho    | Sergio Castellanos | Ciudad de Cumaná         | 12 000 | 1 alternativa Manuel Molina Robles                                                                  | Real        | Cooperativa Santa María DoradoBet         | 4 patrocinadores Sporade Club Gym Terra New Olymphic Direycom                                                |
| Carlos Stein           | Ferreñafe   | Orlando Ovalle     | Carlos Samamé Cáceres    | 9 000  | 4 alternativas César Flores Marigorda La Juventud Francisco Mendoza Carlos Olivares                 | Jave        | Vidava‘s                                  | 4 patrocinadores Sporade Tinbet Didácticos Yocusa Negocios Ipasa                                             |
| Comerciantes FC        | Iquitos     | Bandera de ?       | Max Augustin             | 24 500 | 1 alternativa Ricardo Cruzalegui Rojas                                                              | Front       | Grupo Beher                               | 1 patrocinadores Wisar Salud                                                                                 |
| Comerciantes Unidos    | Cutervo     | Carlos Silvestri   | Juan Maldonado Gamarra   | 8 000  | 4 alternativas Cristo el Señor Manuel Burga Puelles Ramón Castilla Municipal El Frutillo            | Jave        | santisima                                 | 1 patrocinador Sporade                                                                                       |
| Deportivo Coopsol      | Callao      | Víctor Rivera      | Facundo Ramírez Aguilar  | 2 000  | 2 alternativas Rómulo Shaw Cisneros Miguel Grau                                                     | Amida       | Escudo Protector                          | 4 patrocinadores Sporade Campo Mayor Coopsol Procesos Productivos Coopsol Consultorias                       |
| Deportivo Llacuabamba  | Otuzco      | Fernando Nogara    | Municipal de Otuzco      | 12 000 | 5 alternativas El Porvenir Municipal de Huamachuco Casa Grande Germán Contreras Héroes de San Ramón | Palant      | llacuabamba                               | 4 patrocinadores Inversiones CANAAR & RL E.I.R.L. Fameservi Minera Las Lomas Doradas Centro Médico YacuMedic |
| Juan Aurich            | Lambayeque  | Jesús Oropesa      | César Flores Marigorda   | 7 000  | 3 alternativas Municipal de la Juventud Francisco Mendoza Pizarro Carlos Olivares                   | Jave        | Tiendas EFE                               | 2 patrocinadores Sporade TinBet.pe                                                                           |
| Los Chankas            | Andahuaylas | Juan Bazalar       | Los Chankas              | 10 000 | 1 alternativa Condebamba                                                                            | Koman       | Pinturas Cykron                           | 4 patrocinadores Sporade ArtColors Master Kolors Radio Exitosa                                               |
| Pirata FC              | Chongoyape  | Damian Castellanos | Municipal de la Juventud | 2 500  | 2 alternativas Francisco Mendoza Pizarro César Flores Marigorda                                     | Walon       | Nuevas Tierras                            | 2 patrocinadores Sporade Inversiones Santísima                                                               |
| Santos FC              | Nazca       | José Soto          | Municipal de Nasca       | 10 000 | 2 alternativas Picasso Peratta Teobaldo Pinillos                                                    | Crack       | Explosivos del Sur S.A.                   | 5 patrocinadores Explosivos del Sur S.A. AKJJ Minerales Inversiones Mineras GBM JJ & G BRAVO S.A.C           |
| Unión Huaral           | Huaral      | Pablo Olguín       | Julio Lores Colán        | 6 000  | 3 alternativas Rómulo Shaw Cisneros Segundo Aranda Torres Miguel Grau                               | Shumawa     | solidario Perú                            | 1 patrocinadores Sporade                                                                                     |
| Universidad San Martín | Lima        | Duilio Cisneros    | San Marcos               | 32 000 | 5 alternativas Alberto Gallardo Miguel Grau Nacional Alejandro Villanueva Monumental                | Convert     | DoradoBet                                 | 3 patrocinadores MUR Sporade USMP                                                                            |

### Jugadores extranjeros
| Equipo                 | Jugador 1        | Jugador 2            | Jugador 3           | Jugador 4                | Jugador 5      |
| ---------------------- | ---------------- | -------------------- | ------------------- | ------------------------ | -------------- |
| Alfonso Ugarte         | José Cuero       | Agustín Gutiérrez    | Shaquille Coronado  | Wilmer Ayoví             |                |
| Alianza Universidad    | Jhon Ibargüen    | Omar Vásquez         | Charles Monsalvo    | Sergio Samudio           |                |
| Ayacucho FC            | Fabricio Gómez   | Marcos Correa        | Keziel Santos       |                          |                |
| Carlos Stein           | Diego Manicero   | Sergio Almirón       | Octavio Zapata      |                          |                |
| Comerciantes FC        | Mauricio Cortés  | Rivaldo Correa       | Brayan Torres       | Jefferson Valdeblánquez  | Santiago Silva |
| Comerciantes Unidos    | Jhonny Mena      | Kevin Santamaría     | Steven Aponzá       | Cristian Lasso           | Matías Sen     |
| Deportivo Coopsol      | Facundo Reynoso  | Agustín Fazio        | Bruno Bruschi       | Julián Garbino           |                |
| Deportivo Llacuabamba  | Jarlín Quintero  | Gabriel Acevedo      | Julio Montero       | Emilio Rébora            |                |
| Juan Aurich            | Renzo Alfani     | Kevin Lugo           | Juan Salcedo        | Santiago Pallares        | Nicolás Chávez |
| Los Chankas            | Germán Pacheco   | Abel Casquete        | Julián Andrés Muñoz | Carlos López             | Leo Márquez    |
| Pirata FC              | Mario Guerrero   | Fabricio Sanguinetti | Matías Sebben       | Gustavo Rigazzi          | Mauro Rojas    |
| Santos FC              | Gustavo Collante | Edy Rentería         | Luis Cardoza        | Miguel Alejandro Escobar | Henry Castillo |
| Unión Huaral           | Mathías López    | Robert González      | Alejandro Prisco    | William Dávila           |                |
| Universidad San Martín | Gonzalo Verón    | Maximiliano Zárate   |                     |                          |                |

## Fase regular

### Clasificación
| Pos. | Equipo                     | Pts. | PJ | G  | E  | P  | GF | GC | Dif. | Clasificación o descenso                  |
| ---- | -------------------------- | ---- | -- | -- | -- | -- | -- | -- | ---- | ----------------------------------------- |
| 1    | Comerciantes Unidos (C, A) | 63   | 26 | 20 | 3  | 3  | 54 | 22 | +32  | Campeón. Ascenso a Liga 1 2024.           |
| 2    | Los Chankas (A)            | 53   | 26 | 16 | 5  | 5  | 72 | 25 | +47  | Play-offs de ascenso (Semifinales).       |
| 3    | Alianza Universidad        | 51   | 26 | 15 | 6  | 5  | 43 | 25 | +18  | Play-offs de ascenso (Semifinales).       |
| 4    | Deportivo Llacuabamba      | 46   | 26 | 13 | 7  | 6  | 44 | 31 | +13  | Play-offs de ascenso (Cuartos de final).  |
| 5    | Santos FC                  | 42   | 26 | 12 | 6  | 8  | 32 | 24 | +8   | Play-offs de ascenso (Cuartos de final).  |
| 6    | Comerciantes FC            | 39   | 26 | 11 | 6  | 9  | 27 | 26 | +1   | Play-offs de ascenso (Cuartos de final).  |
| 7    | Universidad San Martín     | 36   | 26 | 10 | 6  | 10 | 34 | 30 | +4   | Play-offs de ascenso (Cuartos de final).  |
| 8    | Deportivo Coopsol          | 36   | 26 | 10 | 6  | 10 | 30 | 29 | +1   |                                           |
| 9    | Juan Aurich                | 31   | 26 | 7  | 10 | 9  | 23 | 27 | −4   |                                           |
| 10   | Ayacucho FC                | 25   | 26 | 6  | 7  | 13 | 39 | 49 | −10  |                                           |
| 11   | Unión Huaral               | 24   | 26 | 5  | 9  | 12 | 22 | 34 | −12  |                                           |
| 12   | Pirata FC                  | 21   | 26 | 5  | 6  | 15 | 22 | 59 | −37  |                                           |
| 13   | Carlos Stein               | 8    | 26 | 1  | 5  | 20 | 26 | 76 | −50  |                                           |
| 14   | Alfonso Ugarte (D)         | 26   | 26 | 6  | 8  | 12 | 35 | 46 | −11  | Descalificado. Descenso a Copa Perú 2024. |

 Fuente: FPF
Criterios de clasificación: Puntos · Diferencia de goles · Goles a favor · Play-off
Notas:
1. ↑  Alfonso Ugarte fue sancionado con la pérdida de categoría tras haber acumulado dos walkovers.[3]

### Resultados
- Los horarios corresponden a la hora local del Perú: (UTC–5).

#### Primera vuelta
| Fecha 1               | Fecha 1   | Fecha 1                | Fecha 1                 | Fecha 1     | Fecha 1 | Fecha 1         |
| Local                 | Resultado | Visitante              | Estadio                 | Fecha       | Hora    | TV              |
| --------------------- | --------- | ---------------------- | ----------------------- | ----------- | ------- | --------------- |
| Juan Aurich           | 1 – 0     | Santos FC              | Carlos Samamé Cáceres   | 15 de abril | 15:30   | Liga1 Nativa TV |
| Comerciantes FC       | 0 – 0     | Unión Huaral           | Max Augustín            | 16 de abril | 15:00   | —               |
| Deportivo Llacuabamba | 1 – 1     | Alfonso Ugarte         | Municipal de Otuzco     | 16 de abril | 15:00   | —               |
| Los Chankas           | 2 – 0     | Universidad San Martín | Los Chankas             | 16 de abril | 15:30   | —               |
| Comerciantes Unidos   | 2 – 1     | Carlos Stein           | Juan Maldonado Gamarra  | 16 de abril | 15:30   | —               |
| Deportivo Coopsol     | 1 – 0     | Ayacucho FC            | Facundo Ramírez Aguilar | 17 de abril | 13:00   | Liga1 Nativa TV |
| Alianza Universidad   | 3 – 1     | Pirata FC              | Heraclio Tapia          | 17 de abril | 20:00   | Liga1 Nativa TV |

| Fecha 2                | Fecha 2   | Fecha 2               | Fecha 2                  | Fecha 2     | Fecha 2 | Fecha 2         |
| Local                  | Resultado | Visitante             | Estadio                  | Fecha       | Hora    | TV              |
| ---------------------- | --------- | --------------------- | ------------------------ | ----------- | ------- | --------------- |
| Pirata FC              | 1 – 0     | Comerciantes FC       | Municipal de la Juventud | 22 de abril | 10:30   | Liga1 Nativa TV |
| Universidad San Martín | 0 – 2     | Alianza Universidad   | Iván Elías Moreno        | 23 de abril | 10:15   | Liga1 Nativa TV |
| Ayacucho FC            | 2 – 4     | Comerciantes Unidos   | Ciudad de Cumaná         | 23 de abril | 12:00   | —               |
| Santos FC              | 0 – 1     | Deportivo Llacuabamba | Municipal de Nasca       | 23 de abril | 13:00   | Nativa TV       |
| Alfonso Ugarte         | 3 – 0     | Deportivo Coopsol     | Monumental UNA           | 23 de abril | 15:30   | —               |
| Carlos Stein           | 0 – 2     | Los Chankas           | Carlos Samamé Cáceres    | 16 de junio | 15:30   | —               |
| Unión Huaral           | 1 – 3     | Juan Aurich           | Romulo Shaw Cisneros     | 24 de junio | 13:00   | —               |

| Fecha 3             | Fecha 3   | Fecha 3                | Fecha 3                 | Fecha 3     | Fecha 3 | Fecha 3         |
| Local               | Resultado | Visitante              | Estadio                 | Fecha       | Hora    | TV              |
| ------------------- | --------- | ---------------------- | ----------------------- | ----------- | ------- | --------------- |
| Comerciantes FC     | 2 – 1     | Universidad San Martín | Max Augustín            | 30 de abril | 15:00   | —               |
| Comerciantes Unidos | 2 – 1     | Alfonso Ugarte         | Juan Maldonado Gamarra  | 30 de abril | 15:30   | —               |
| Los Chankas         | 5 – 1     | Ayacucho FC            | Los Chankas             | 30 de abril | 15:30   | —               |
| Alianza Universidad | 3 – 0     | Carlos Stein           | Heraclio Tapia          | 1 de mayo   | 20:00   | —               |
| Deportivo Coopsol   | 0 – 0     | Santos FC              | Facundo Ramírez Aguilar | 2 de mayo   | 13:00   | Liga1 Nativa TV |
| Juan Aurich         | 1 – 0     | Deportivo Llacuabamba  | Carlos Samamé Cáceres   | 2 de mayo   | 15:30   | Liga1 Nativa TV |
| Unión Huaral        | 0 – 0     | Pirata FC              | Rómulo Shaw Cisneros    | 3 de mayo   | 15:30   | Liga1 Nativa TV |

| Fecha 4                | Fecha 4   | Fecha 4             | Fecha 4                  | Fecha 4    | Fecha 4 | Fecha 4         |
| Local                  | Resultado | Visitante           | Estadio                  | Fecha      | Hora    | TV              |
| ---------------------- | --------- | ------------------- | ------------------------ | ---------- | ------- | --------------- |
| Ayacucho FC            | 1 – 3     | Alianza Universidad | El Libertador            | 7 de mayo  | 12:30   | —               |
| Santos FC              | 3 – 1     | Comerciantes Unidos | Municipal de Nasca       | 7 de mayo  | 13:00   | —               |
| Deportivo Llacuabamba  | 3 – 0     | Deportivo Coopsol   | Municipal de Otuzco      | 7 de mayo  | 15:00   | —               |
| Alfonso Ugarte         | 2 – 2     | Los Chankas         | Monumental de la UNA     | 8 de mayo  | 15:30   | —               |
| Universidad San Martín | 0 – 1     | Unión Huaral        | Iván Elías Moreno        | 9 de mayo  | 13:00   | Liga1 Nativa TV |
| Pirata FC              | 1 – 1     | Juan Aurich         | Municipal de la Juventud | 9 de mayo  | 15:30   | Liga1 Nativa TV |
| Carlos Stein           | 1 – 2     | Comerciantes FC     | Carlos Samamé Cáceres    | 10 de mayo | 13:00   | Liga1 Nativa TV |

| Fecha 5             | Fecha 5   | Fecha 5                | Fecha 5                  | Fecha 5    | Fecha 5 | Fecha 5         |
| Local               | Resultado | Visitante              | Estadio                  | Fecha      | Hora    | TV              |
| ------------------- | --------- | ---------------------- | ------------------------ | ---------- | ------- | --------------- |
| Deportivo Coopsol   | 2 – 1     | Juan Aurich            | Facundo Ramírez Aguilar  | 13 de mayo | 13:00   | —               |
| Pirata FC           | 0 – 2     | Universidad San Martín | Municipal de la Juventud | 13 de mayo | 15:00   | —               |
| Alianza Universidad | 1 – 1     | Alfonso Ugarte         | Heraclio Tapia           | 13 de mayo | 20:00   | Liga1 Nativa TV |
| Comerciantes FC     | 3 – 1     | Ayacucho FC            | Max Augustín             | 14 de mayo | 15:00   | —               |
| Los Chankas         | 4 – 1     | Santos FC              | Los Chankas              | 14 de mayo | 15:30   | —               |
| Comerciantes Unidos | 2 – 1     | Deportivo Llacuabamba  | Juan Maldonado Gamarra   | 14 de mayo | 15:30   | —               |
| Unión Huaral        | 1 – 0     | Carlos Stein           | Rómulo Shaw Cisneros     | 15 de mayo | 13:00   | Liga1 Nativa TV |

| Fecha 6               | Fecha 6   | Fecha 6                | Fecha 6                 | Fecha 6    | Fecha 6 | Fecha 6         |
| Local                 | Resultado | Visitante              | Estadio                 | Fecha      | Hora    | TV              |
| --------------------- | --------- | ---------------------- | ----------------------- | ---------- | ------- | --------------- |
| Juan Aurich           | 0 – 2     | Universidad San Martín | Carlos Samamé Cáceres   | 17 de mayo | 15:30   | Liga1 Nativa TV |
| Carlos Stein          | 0 – 2     | Pirata FC              | Carlos Samamé Cáceres   | 18 de mayo | 13:00   | Liga1 Nativa TV |
| Alfonso Ugarte        | 2 – 0     | Comerciantes FC        | Monumental de la UNA    | 18 de mayo | 15:30   | Liga1 Nativa TV |
| Deportivo Coopsol     | 1 – 2     | Comerciantes Unidos    | Facundo Ramírez Aguilar | 19 de mayo | 13:00   | Liga1 Nativa TV |
| Santos FC             | 1 – 0     | Alianza Universidad    | Municipal de Nasca      | 19 de mayo | 15:00   | —               |
| Deportivo Llacuabamba | 1 – 0     | Los Chankas            | Municipal de Otuzco     | 19 de mayo | 15:30   | —               |
| Ayacucho FC           | 0 – 1     | Unión Huaral           | El Libertador           | 20 de mayo | 12:30   | —               |

| Fecha 7                | Fecha 7   | Fecha 7               | Fecha 7                  | Fecha 7    | Fecha 7 | Fecha 7         |
| Local                  | Resultado | Visitante             | Estadio                  | Fecha      | Hora    | TV              |
| ---------------------- | --------- | --------------------- | ------------------------ | ---------- | ------- | --------------- |
| Universidad San Martín | 2 – 0     | Carlos Stein          | Iván Elías Moreno        | 23 de mayo | 13:00   | Liga1 Nativa TV |
| Los Chankas            | 2 – 1     | Deportivo Coopsol     | Los Chankas              | 23 de mayo | 15:00   | —               |
| Comerciantes Unidos    | 2 – 2     | Juan Aurich           | Juan Maldonado Gamarra   | 23 de mayo | 15:30   | —               |
| Unión Huaral           | 1 – 1     | Alfonso Ugarte        | Rómulo Shaw Cisneros     | 24 de mayo | 15:30   | Liga1 Nativa TV |
| Alianza Universidad    | 0 – 1     | Deportivo Llacuabamba | Heraclio Tapia           | 24 de mayo | 19:30   | Liga1 Nativa TV |
| Comerciantes FC        | 1 – 0     | Santos FC             | Max Augustín             | 25 de mayo | 15:00   | —               |
| Pirata FC              | 2 – 0     | Ayacucho FC           | Municipal de la Juventud | 25 de mayo | 15:30   | —               |

| Fecha 8               | Fecha 8   | Fecha 8                | Fecha 8                 | Fecha 8    | Fecha 8 | Fecha 8         |
| Local                 | Resultado | Visitante              | Estadio                 | Fecha      | Hora    | TV              |
| --------------------- | --------- | ---------------------- | ----------------------- | ---------- | ------- | --------------- |
| Comerciantes Unidos   | 3 – 2     | Los Chankas            | Juan Maldonado Gamarra  | 28 de mayo | 15:30   | —               |
| Deportivo Coopsol     | 0 – 1     | Alianza Universidad    | Facundo Ramírez Aguilar | 29 de mayo | 15:15   | Liga1 Nativa TV |
| Santos FC             | 1 – 0     | Unión Huaral           | Municipal de Nasca      | 30 de mayo | 13:00   | —               |
| Juan Aurich           | 3 – 1     | Carlos Stein           | Carlos Samamé Cáceres   | 30 de mayo | 15:30   | Liga1 Nativa TV |
| Alfonso Ugarte        | 3 – 0     | Pirata FC              | Monumental de la UNA    | 31 de mayo | 13:00   | Liga1 Nativa TV |
| Deportivo Llacuabamba | 2 – 1     | Comerciantes FC        | Municipal de Otuzco     | 31 de mayo | 15:15   | Liga1 Nativa TV |
| Ayacucho FC           | 1 – 1     | Universidad San Martín | El Libertador           | 1 de junio | 13:00   | —               |

| Fecha 9                | Fecha 9   | Fecha 9               | Fecha 9                  | Fecha 9    | Fecha 9 | Fecha 9         |
| Local                  | Resultado | Visitante             | Estadio                  | Fecha      | Hora    | TV              |
| ---------------------- | --------- | --------------------- | ------------------------ | ---------- | ------- | --------------- |
| Comerciantes FC        | 2 – 1     | Deportivo Coopsol     | Max Augustín             | 4 de junio | 15:00   | —               |
| Los Chankas            | 2 – 0     | Juan Aurich           | Los Chankas              | 4 de junio | 15:30   | —               |
| Alianza Universidad    | 0 – 3     | Comerciantes Unidos   | Heraclio Tapia           | 5 de junio | 20:00   | Liga1 Nativa TV |
| Carlos Stein           | 3 – 3     | Ayacucho FC           | Carlos Samamé Cáceres    | 6 de junio | 13:00   | —               |
| Unión Huaral           | 2 – 2     | Deportivo Llacuabamba | Rómulo Shaw Cisneros     | 7 de junio | 13:00   | Liga1 Nativa TV |
| Pirata FC              | 0 – 0     | Santos FC             | Municipal de la Juventud | 7 de junio | 15:30   | —               |
| Universidad San Martín | 2 – 1     | Alfonso Ugarte        | Iván Elías Moreno        | 8 de junio | 13:00   | Liga1 Nativa TV |

| Fecha 10              | Fecha 10  | Fecha 10               | Fecha 10                | Fecha 10    | Fecha 10 | Fecha 10        |
| Local                 | Resultado | Visitante              | Estadio                 | Fecha       | Hora     | TV              |
| --------------------- | --------- | ---------------------- | ----------------------- | ----------- | -------- | --------------- |
| Los Chankas           | 2 – 2     | Alianza Universidad    | Los Chankas             | 11 de junio | 15:30    | —               |
| Comerciantes Unidos   | 2 – 0     | Comerciantes FC        | Juan Maldonado Gamarra  | 11 de junio | 15:30    | —               |
| Alfonso Ugarte        | 5 – 1     | Carlos Stein           | Monumental de la UNA    | 12 de junio | 15:15    | —               |
| Juan Aurich           | 1 – 1     | Ayacucho FC            | Carlos Samamé Cáceres   | 12 de junio | 15:30    | Liga1 Nativa TV |
| Santos FC             | 2 – 1     | Universidad San Martín | Municipal de Nasca      | 13 de junio | 13:00    | —               |
| Deportivo Llacuabamba | 4 – 0     | Pirata FC              | Municipal de Otuzco     | 13 de junio | 15:30    | Liga1 Nativa TV |
| Deportivo Coopsol     | 1 – 0     | Unión Huaral           | Facundo Ramírez Aguilar | 15 de junio | 13:00    | Liga1 Nativa TV |

| Fecha 11               | Fecha 11  | Fecha 11              | Fecha 11                 | Fecha 11    | Fecha 11 | Fecha 11 |
| Local                  | Resultado | Visitante             | Estadio                  | Fecha       | Hora     |          |
| ---------------------- | --------- | --------------------- | ------------------------ | ----------- | -------- | -------- |
| Alianza Universidad    | 2 – 0     | Juan Aurich           | Heraclio Tapia           | 18 de junio | 12:45    |          |
| Universidad San Martín | 2 – 2     | Deportivo Llacuabamba | Iván Elías Moreno        | 19 de junio | 15:30    |          |
| Unión Huaral           | 1 – 5     | Comerciantes Unidos   | Rómulo Shaw Cisneros     | 19 de junio | 15:30    |          |
| Ayacucho FC            | 2 – 2     | Alfonso Ugarte        | El Libertador            | 20 de junio | 12:30    |          |
| Pirata FC              | 1 – 2     | Deportivo Coopsol     | Municipal de la Juventud | 20 de junio | 13:00    |          |
| Carlos Stein           | 1 – 3     | Santos FC             | Carlos Samamé Cáceres    | 21 de junio | 13:00    |          |
| Comerciantes FC        | 0 – 0     | Los Chankas           | Max Augustín             | 22 de junio | 15:00    |          |

| Fecha 12              | Fecha 12  | Fecha 12               | Fecha 12                | Fecha 12    | Fecha 12 | Fecha 12        |
| Local                 | Resultado | Visitante              | Estadio                 | Fecha       | Hora     | TV              |
| --------------------- | --------- | ---------------------- | ----------------------- | ----------- | -------- | --------------- |
| Alianza Universidad   | 1 – 0     | Comerciantes FC        | Heraclio Tapia          | 26 de junio | 13:15    | Liga1 Nativa TV |
| Santos FC             | 4 – 1     | Ayacucho FC            | Municipal de Nasca      | 26 de junio | 15:00    | —               |
| Comerciantes Unidos   | 5 – 0     | Pirata FC              | Juan Maldonado Gamarra  | 26 de junio | 15:30    | —               |
| Los Chankas           | 3 – 0     | Unión Huaral           | Los Chankas             | 27 de junio | 15:30    | —               |
| Deportivo Coopsol     | 1 – 1     | Universidad San Martín | Facundo Ramírez Aguilar | 28 de junio | 15:15    | —               |
| Deportivo Llacuabamba | 4 – 3     | Carlos Stein           | Municipal de Otuzco     | 28 de junio | 15:15    | —               |
| Juan Aurich           | 0 – 0     | Alfonso Ugarte         | Carlos Samamé Cáceres   | 28 de junio | 15:15    | Liga1 Nativa TV |

| Fecha 13               | Fecha 13  | Fecha 13              | Fecha 13                 | Fecha 13   | Fecha 13 | Fecha 13        |
| Local                  | Resultado | Visitante             | Estadio                  | Fecha      | Hora     | TV              |
| ---------------------- | --------- | --------------------- | ------------------------ | ---------- | -------- | --------------- |
| Comerciantes FC        | 1 – 0     | Juan Aurich           | Max Augustín             | 2 de julio | 15:00    | —               |
| Alfonso Ugarte         | 1 – 1     | Santos FC             | Monumental de la UNA     | 2 de julio | 15:00    | —               |
| Unión Huaral           | 1 – 2     | Alianza Universidad   | Rómulo Shaw Cisneros     | 3 de julio | 15:00    | Liga1 Nativa TV |
| Ayacucho FC            | 1 – 3     | Deportivo Llacuabamba | El Libertador            | 4 de julio | 11:00    | —               |
| Universidad San Martín | 0 – 1     | Comerciantes Unidos   | Iván Elías Moreno        | 4 de julio | 13:00    | Liga1 Nativa TV |
| Pirata FC              | 2 – 2     | Los Chankas           | Municipal de la Juventud | 5 de julio | 15:30    | Liga1 Nativa TV |
| Carlos Stein           | 2 – 4     | Deportivo Coopsol     | Carlos Samamé Cáceres    | 6 de julio | 13:00    | —               |

#### Segunda vuelta
| Fecha 14               | Fecha 14  | Fecha 14              | Fecha 14                 | Fecha 14    | Fecha 14 | Fecha 14        |
| Local                  | Resultado | Visitante             | Estadio                  | Fecha       | Hora     | TV              |
| ---------------------- | --------- | --------------------- | ------------------------ | ----------- | -------- | --------------- |
| Santos FC              | 1 – 0     | Juan Aurich           | Municipal de Nasca       | 9 de julio  | 15:30    | —               |
| Unión Huaral           | 1 – 1     | Comerciantes FC       | Rómulo Shaw Cisneros     | 9 de julio  | 15:30    | —               |
| Pirata FC              | 1 – 2     | Alianza Universidad   | Municipal de la Juventud | 10 de julio | 15:15    | Liga1 Nativa TV |
| Carlos Stein           | 0 – 1     | Comerciantes Unidos   | Carlos Samamé Cáceres    | 11 de julio | 13:00    | Liga1 Nativa TV |
| Ayacucho FC            | 0 – 0     | Deportivo Coopsol     | El Libertador            | 12 de julio | 11:00    | —               |
| Universidad San Martín | 3 – 2     | Los Chankas           | Iván Elías Moreno        | 12 de julio | 13:00    | Liga1 Nativa TV |
| Alfonso Ugarte         | 4 – 0     | Deportivo Llacuabamba | Monumental de la UNA     | 12 de julio | 15:15    | Liga1 Nativa TV |

| Fecha 15              | Fecha 15  | Fecha 15               | Fecha 15                | Fecha 15    | Fecha 15 | Fecha 15        |
| Local                 | Resultado | Visitante              | Estadio                 | Fecha       | Hora     | TV              |
| --------------------- | --------- | ---------------------- | ----------------------- | ----------- | -------- | --------------- |
| Comerciantes FC       | 2 – 0     | Pirata FC              | Max Augustín            | 16 de julio | 15:00    | —               |
| Juan Aurich           | 0 – 0     | Unión Huaral           | Carlos Samamé Cáceres   | 16 de julio | 15:30    | —               |
| Alianza Universidad   | 2 – 2     | Universidad San Martín | Heraclio Tapia          | 18 de julio | 13:00    | Liga1 Nativa TV |
| Deportivo Llacuabamba | 1 – 1     | Santos FC              | Municipal de Otuzco     | 18 de julio | 15:15    | —               |
| Los Chankas           | 7 – 1     | Carlos Stein           | Los Chankas             | 18 de julio | 15:30    | —               |
| Deportivo Coopsol     | 4 – 0     | Alfonso Ugarte         | Facundo Ramírez Aguilar | 19 de julio | 13:00    | Liga1 Nativa TV |
| Comerciantes Unidos   | 3 – 1     | Ayacucho FC            | Juan Maldonado Gamarra  | 19 de julio | 15:30    | Liga1 Nativa TV |

| Fecha 16               | Fecha 16  | Fecha 16            | Fecha 16                 | Fecha 16    | Fecha 16 | Fecha 16        |
| Local                  | Resultado | Visitante           | Estadio                  | Fecha       | Hora     | TV              |
| ---------------------- | --------- | ------------------- | ------------------------ | ----------- | -------- | --------------- |
| Carlos Stein           | 0 – 2     | Alianza Universidad | Carlos Samamé Cáceres    | 24 de julio | 15:15    | —               |
| Pirata FC              | 1 – 0     | Unión Huaral        | Municipal de la Juventud | 24 de julio | 15:30    | —               |
| Universidad San Martín | 1 – 0     | Comerciantes FC     | Iván Elías Moreno        | 25 de julio | 13:00    | Liga1 Nativa TV |
| Deportivo Llacuabamba  | 3 – 0     | Juan Aurich         | Municipal de Otuzco      | 25 de julio | 15:15    | Liga1 Nativa TV |
| Santos FC              | 1 – 0     | Deportivo Coopsol   | Municipal de Nasca       | 25 de julio | 15:30    | —               |
| Ayacucho FC            | 0 – 2     | Los Chankas         | El Libertador            | 26 de julio | 11:00    | —               |
| Alfonso Ugarte         | 1 – 2     | Comerciantes Unidos | Monumental de la UNA     | 26 de julio | 15:15    | Liga1 Nativa TV |

| Fecha 17            | Fecha 17  | Fecha 17               | Fecha 17                | Fecha 17    | Fecha 17 |
| Local               | Resultado | Visitante              | Estadio                 | Fecha       | Hora     |
| ------------------- | --------- | ---------------------- | ----------------------- | ----------- | -------- |
| Deportivo Coopsol   | 1 – 1     | Deportivo Llacuabamba  | Facundo Ramírez Aguilar | 29 de julio | 13:00    |
| Juan Aurich         | 1 – 1     | Pirata FC              | Carlos Samamé Cáceres   | 29 de julio | 15:30    |
| Unión Huaral        | 1 – 1     | Universidad San Martin | Rómulo Shaw Cisneros    | 29 de julio | 15:30    |
| Alianza Universidad | 3 – 2     | Ayacucho FC            | Heraclio Tapia          | 30 de julio | 12:00    |
| Comerciantes FC     | 1 – 1     | Carlos Stein           | Max Augustín            | 30 de julio | 15:00    |
| Comerciantes Unidos | 2 – 0     | Santos FC              | Juan Maldonado Gamarra  | 30 de julio | 15:15    |
| Los Chankas         | 3 – 1     | Alfonso Ugarte         | Los Chankas             | 30 de julio | 15:30    |

| Fecha 18               | Fecha 18  | Fecha 18            | Fecha 18              | Fecha 18    | Fecha 18 | Fecha 18        |
| Local                  | Resultado | Visitante           | Estadio               | Fecha       | Hora     | TV              |
| ---------------------- | --------- | ------------------- | --------------------- | ----------- | -------- | --------------- |
| Universidad San Martín | 4 – 1     | Pirata FC           | Iván Elías Moreno     | 2 de agosto | 13:00    | Liga1 Nativa TV |
| Juan Aurich            | 1 – 1     | Deportivo Coopsol   | Carlos Samamé Cáceres | 2 de agosto | 15:15    | Liga1 Nativa TV |
| Ayacucho FC            | 2 – 0     | Comerciantes FC     | El Libertador         | 3 de agosto | 11:00    | —               |
| Alfonso Ugarte         | 2 – 2     | Alianza Universidad | Monumental de la UNA  | 3 de agosto | 13:00    | Liga1 Nativa TV |
| Santos FC              | 1 – 0     | Los Chankas         | Municipal de Nasca    | 3 de agosto | 15:15    | —               |
| Deportivo Llacuabamba  | 0 – 1     | Comerciantes Unidos | Municipal de Otuzco   | 3 de agosto | 15:15    | Liga1 Nativa TV |
| Carlos Stein           | 3 – 3     | Unión Huaral        | Carlos Samamé Cáceres | 4 de agosto | 13:00    | Liga1 Nativa TV |

| Fecha 19               | Fecha 19  | Fecha 19              | Fecha 19                 | Fecha 19     | Fecha 19 | Fecha 19        |
| Local                  | Resultado | Visitante             | Estadio                  | Fecha        | Hora     | TV              |
| ---------------------- | --------- | --------------------- | ------------------------ | ------------ | -------- | --------------- |
| Pirata FC              | 2 – 2     | Carlos Stein          | Municipal de la Juventud | 8 de agosto  | 13:00    | Liga1 Nativa TV |
| Alianza Universidad    | 3 – 0     | Santos FC             | Huancayo                 | 8 de agosto  | 15:15    | Liga1 Nativa TV |
| Comerciantes Unidos    | 1 – 0     | Deportivo Coopsol     | Juan Maldonado Gamarra   | 9 de agosto  | 15:15    | Liga1 Nativa TV |
| Los Chankas            | 5 – 0     | Deportivo Llacuabamba | Los Chankas              | 9 de agosto  | 15:30    | —               |
| Universidad San Martín | 0 – 1     | Juan Aurich           | Iván Elías Moreno        | 10 de agosto | 13:00    | Liga1 Nativa TV |
| Comerciantes FC        | 2 – 0     | Alfonso Ugarte        | Max Augustín             | 10 de agosto | 15:00    | —               |
| Unión Huaral           | 1 – 2     | Ayacucho FC           | Rómulo Shaw Cisneros     | 10 de agosto | 15:15    | Liga1 Nativa TV |

| Fecha 20              | Fecha 20     | Fecha 20               | Fecha 20                | Fecha 20     | Fecha 20 | Fecha 20        |
| Local                 | Resultado    | Visitante              | Estadio                 | Fecha        | Hora     | TV              |
| --------------------- | ------------ | ---------------------- | ----------------------- | ------------ | -------- | --------------- |
| Carlos Stein          | 0 – 3        | Universidad San Martín | Carlos Samamé Cáceres   | 15 de agosto | 13:00    | —               |
| Santos FC             | 0 – 0        | Comerciantes FC        | Municipal de Nasca      | 15 de agosto | 15:15    | —               |
| Deportivo Coopsol     | 0 – 2        | Los Chankas            | Facundo Ramírez Aguilar | 16 de agosto | 13:00    | Liga1 Nativa TV |
| Juan Aurich           | 1 – 0        | Comerciantes Unidos    | Carlos Samamé Cáceres   | 16 de agosto | 15:15    | Liga1 Nativa TV |
| Ayacucho FC           | 2 – 1        | Pirata FC              | El Libertador           | 17 de agosto | 11:00    | —               |
| Alfonso Ugarte        | 0 – 3 (w.o.) | Unión Huaral           | Monumental de la UNA    | 17 de agosto | 13:00    | —               |
| Deportivo Llacuabamba | 3 – 2        | Alianza Universidad    | Municipal de Otuzco     | 17 de agosto | 15:15    | —               |

| Fecha 21               | Fecha 21  | Fecha 21              | Fecha 21                 | Fecha 21     | Fecha 21 | Fecha 21        |
| Local                  | Resultado | Visitante             | Estadio                  | Fecha        | Hora     | TV              |
| ---------------------- | --------- | --------------------- | ------------------------ | ------------ | -------- | --------------- |
| Universidad San Martín | 2 – 1     | Ayacucho FC           | Iván Elías Moreno        | 22 de agosto | 13:00    | Liga1 Nativa TV |
| Comerciantes FC        | 2 – 0     | Deportivo Llacuabamba | Max Augustín             | 22 de agosto | 15:00    | —               |
| Pirata FC              | 4 – 1     | Alfonso Ugarte        | Municipal de la Juventud | 22 de agosto | 15:15    | Liga1 Nativa TV |
| Carlos Stein           | 1 – 1     | Juan Aurich           | Carlos Samamé Cáceres    | 23 de agosto | 13:00    | Liga1 Nativa TV |
| Los Chankas            | 2 – 1     | Comerciantes Unidos   | Los Chankas              | 23 de agosto | 15:30    | —               |
| Alianza Universidad    | 3 – 0     | Deportivo Coopsol     | Heraclio Tapia           | 24 de agosto | 13:00    | Liga1 Nativa TV |
| Unión Huaral           | 1 – 0     | Santos FC             | Rómulo Shaw Cisneros     | 24 de agosto | 15:15    | Liga1 Nativa TV |

| Fecha 22              | Fecha 22  | Fecha 22               | Fecha 22                | Fecha 22     | Fecha 22 | Fecha 22        |
| Local                 | Resultado | Visitante              | Estadio                 | Fecha        | Hora     | TV              |
| --------------------- | --------- | ---------------------- | ----------------------- | ------------ | -------- | --------------- |
| Ayacucho FC           | 7 – 0     | Carlos Stein           | El Libertador           | 29 de agosto | 11:00    | —               |
| Santos FC             | 3 – 0     | Pirata FC              | Municipal de Nasca      | 29 de agosto | 15:00    | —               |
| Deportivo Llacuabamba | 1 – 0     | Unión Huaral           | Municipal de Otuzco     | 29 de agosto | 15:15    | Liga1 Nativa TV |
| Deportivo Coopsol     | 1 – 0     | Comerciantes FC        | Facundo Ramírez Aguilar | 30 de agosto | 13:00    | Liga1 Nativa TV |
| Juan Aurich           | 1 – 1     | Los Chankas            | Carlos Samamé Cáceres   | 30 de agosto | 15:15    | Liga1 Nativa TV |
| Alfonso Ugarte        | 3 – 1     | Universidad San Martín | Modelo de Ilave         | 31 de agosto | 13:00    | Liga1 Nativa TV |
| Comerciantes Unidos   | 0 – 0     | Alianza Universidad    | Juan Maldonado Gamarra  | 31 de agosto | 15:15    | Liga1 Nativa TV |

| Fecha 23               | Fecha 23     | Fecha 23              | Fecha 23                 | Fecha 23        | Fecha 23 | Fecha 23        |
| Local                  | Resultado    | Visitante             | Estadio                  | Fecha           | Hora     | TV              |
| ---------------------- | ------------ | --------------------- | ------------------------ | --------------- | -------- | --------------- |
| Carlos Stein           | 3 – 0 (w.o.) | Alfonso Ugarte        | Carlos Samamé Cáceres    | 5 de septiembre | 13:00    | —               |
| Universidad San Martín | 3 – 1        | Santos FC             | Iván Elías Moreno        | 5 de septiembre | 15:15    | Liga1 Nativa TV |
| Ayacucho FC            | 2 – 1        | Juan Aurich           | El Libertador            | 6 de septiembre | 11:00    | —               |
| Pirata FC              | 0 – 3        | Deportivo Llacuabamba | Municipal de la Juventud | 6 de septiembre | 15:15    | —               |
| Alianza Universidad    | 2 – 1        | Los Chankas           | Heraclio Tapia           | 7 de septiembre | 13:00    | Liga1 Nativa TV |
| Comerciantes FC        | 2 – 2        | Comerciantes Unidos   | Max Augustín             | 7 de septiembre | 15:00    | —               |
| Unión Huaral           | 1 – 1        | Deportivo Coopsol     | Rómulo Shaw Cisneros     | 7 de septiembre | 15:15    | Liga1 Nativa TV |

| Fecha 24                | Fecha 24  | Fecha 24               | Fecha 24                | Fecha 24         | Fecha 24 | Fecha 24        |
| Local                   | Resultado | Visitante              | Estadio                 | Fecha            | Hora     | TV              |
| ----------------------- | --------- | ---------------------- | ----------------------- | ---------------- | -------- | --------------- |
| Deportivo Llacuabamba   | 0 – 0     | Universidad San Martín | Municipal de Otuzco     | 11 de septiembre | 15:15    | —               |
| Deportivo Coopsol       | 2 – 0     | Pirata FC              | Facundo Ramírez Aguilar | 12 de septiembre | 13:00    | Liga1 Nativa TV |
| Santos FC               | 4 – 1     | Carlos Stein           | Municipal de Nasca      | 12 de septiembre | 15:00    | —               |
| Alfonso Ugarte          | 0 – 3     | Ayacucho FC            | Modelo de Ilave         | 13 de septiembre | 15:15    | —               |
| Juan Aurich             | 0 – 0     | Alianza Universidad    | Cesar Flores Marigorda  | 13 de septiembre | 15:15    | Liga1 Nativa TV |
| Los Chankas             | 5 – 0     | Comerciantes FC        | Los Chankas             | 13 de septiembre | 15:30    | —               |
| Comerciantes Unidos (C) | 2 – 0     | Unión Huaral           | Juan Maldonado Gamarra  | 14 de septiembre | 15:30    | Liga1 Nativa TV |

| Fecha 25               | Fecha 25  | Fecha 25              | Fecha 25                 | Fecha 25         | Fecha 25  | Fecha 25        |
| Local                  | Resultado | Visitante             | Estadio                  | Fecha            | Hora      | TV              |
| ---------------------- | --------- | --------------------- | ------------------------ | ---------------- | --------- | --------------- |
| Universidad San Martín | 0 – 2     | Deportivo Coopsol     | Iván Elías Moreno        | 18 de septiembre | 13:00     | Liga1 Nativa TV |
| Carlos Stein           | 0 – 5     | Deportivo Llacuabamba | Carlos Samamé Cáceres    | 19 de septiembre | 13:00     | —               |
| Ayacucho FC            | 1 – 1     | Santos FC             | El Libertador            | 20 de septiembre | 11:00     | —               |
| Unión Huaral           | 2 – 3     | Los Chankas           | Rómulo Shaw Cisneros     | 20 de septiembre | 15:15     | —               |
| Pirata FC              | 1 – 4     | Comerciantes Unidos   | Municipal de la Juventud | 20 de septiembre | 15:15     | —               |
| Comerciantes FC        | 3 – 1     | Alianza Universidad   | Max Augustín             | 21 de septiembre | 15:00     | —               |
| Alfonso Ugarte         | 0 – 3     | Juan Aurich           | Cancelado                | Cancelado        | Cancelado | Cancelado       |

| Fecha 26              | Fecha 26  | Fecha 26               | Fecha 26                | Fecha 26         | Fecha 26  | Fecha 26             |
| Local                 | Resultado | Visitante              | Estadio                 | Fecha            | Hora      | TV                   |
| --------------------- | --------- | ---------------------- | ----------------------- | ---------------- | --------- | -------------------- |
| Juan Aurich           | 0 – 2     | Comerciantes FC        | Cesar Flores Marigorda  | 26 de septiembre | 15:00     | —                    |
| Comerciantes Unidos   | 1 – 0     | Universidad San Martín | Juan Maldonado Gamarra  | 26 de septiembre | 15:00     | Liga1 Max Nativa TV  |
| Deportivo Coopsol     | 4 – 1     | Carlos Stein           | Facundo Ramírez Aguilar | 26 de septiembre | 15:00     | Liga1 Nativa TV (YT) |
| Deportivo Llacuabamba | 2 – 2     | Ayacucho FC            | Municipal de Otuzco     | 27 de septiembre | 15:00     | Liga1 Nativa TV      |
| Alianza Universidad   | 1 – 0     | Unión Huaral           | Heraclio Tapia          | 27 de septiembre | 15:00     | —                    |
| Los Chankas           | 11 – 0    | Pirata FC              | Los Chankas             | 27 de septiembre | 15:00     | —                    |
| Santos FC             | 3 – 0     | Alfonso Ugarte         | Cancelado               | Cancelado        | Cancelado | Cancelado            |

|                                                                       |
|                                                                       |
| Campeón 2023 Comerciantes Unidos Asciende a la Liga1 2024 2.do título |

## Play-offsde ascenso
En esta fase, el segundo y tercero de la fase regular, clasificaron directamente a semifinales, mientras que los puestos 4.º a 7.º se enfrentaron en cuartos de final. El ganador de esta fase ascendió de manera directa a la Liga1 2024 y fue declarado subcampeón del torneo.
|  | Cuartos de final | Cuartos de final       | Cuartos de final    | Cuartos de final       | Cuartos de final |   |       | Semifinales | Semifinales | Semifinales | Semifinales | Semifinales |  |   | Final       | Final | Final | Final | Final |  |
|  |                  |                        |                     |                        |                  |   |       |             |             |             |             |             |  |   |             |       |       |       |       |  |
|  |                  |                        |                     |                        |                  |   |       |             |             |             |             |             |  |   |             |       |       |       |       |  |
|  |                  |                        |                     |                        |                  |   |       |             |             |             |             |             |  |   |             |       |       |       |       |  |
|  |                  |                        |                     |                        |                  |   |       |             |             |             |             |             |  |   |             |       |       |       |       |  |
|  |                  |                        |                     |                        |                  |   |       |             |             |             |             |             |  |   |             |       |       |       |       |  |
|  |                  | 2                      | Los Chankas         | 1                      | 3                | 4 |       |             |             |             |             |             |  |   |             |       |       |       |       |  |
|  |                  |                        |                     |                        |                  | 4 |       |             |             |             |             |             |  |   |             |       |       |       |       |  |
|  |                  |                        | G1                  | Comerciantes FC        | 1                | 0 | 1     |             |             |             |             |             |  |   |             |       |       |       |       |  |
|  | 5                | Santos FC              | G1                  | Comerciantes FC        | 1                | 0 | 1     | 0           | –           | 0           |             |             |  |   |             |       |       |       |       |  |
|  | 5                | Santos FC              |                     |                        |                  |   |       |             |             | 0           |             |             |  |   |             |       |       |       |       |  |
|  | 6                | Comerciantes FC        | 1                   | –                      | 1                |   |       |             |             |             |             |             |  |   |             |       |       |       |       |  |
|  | 6                | Comerciantes FC        | 1                   | –                      | 1                |   |       |             |             |             |             |             |  | 2 | Los Chankas | 1     | 3     | 4 (3) |       |  |
|  |                  |                        |                     |                        |                  |   |       |             |             |             |             |             |  | 2 | Los Chankas | 1     | 3     | 4 (3) |       |  |
|  |                  |                        | 3                   | Alianza Universidad    | 3                | 1 | 4 (2) |             |             |             |             |             |  |   |             |       |       |       |       |  |
|  |                  |                        | 3                   | Alianza Universidad    | 3                | 1 | 4 (2) |             |             |             |             |             |  |   |             |       |       |       |       |  |
|  |                  |                        |                     |                        |                  |   |       |             |             |             |             |             |  |   |             |       |       |       |       |  |
|  |                  |                        |                     |                        |                  |   |       |             |             |             |             |             |  |   |             |       |       |       |       |  |
|  |                  | 3                      | Alianza Universidad | 3                      | 3                | 6 |       |             |             |             |             |             |  |   |             |       |       |       |       |  |
|  |                  |                        |                     |                        |                  | 6 |       |             |             |             |             |             |  |   |             |       |       |       |       |  |
|  |                  |                        | G2                  | Universidad San Martín | 2                | 1 | 3     |             |             |             |             |             |  |   |             |       |       |       |       |  |
|  | 4                | Deportivo Llacuabamba  | G2                  | Universidad San Martín | 2                | 1 | 3     | 0           | 1           | 1 (3)       |             |             |  |   |             |       |       |       |       |  |
|  | 4                | Deportivo Llacuabamba  |                     |                        |                  |   |       |             |             | 1 (3)       |             |             |  |   |             |       |       |       |       |  |
|  | 7                | Universidad San Martín | 1                   | 0                      | 1 (4)            |   |       |             |             |             |             |             |  |   |             |       |       |       |       |  |
|  | 7                | Universidad San Martín | 1                   | 0                      | 1 (4)            |   |       |             |             |             |             |             |  |   |             |       |       |       |       |  |
|  |                  |                        |                     |                        |                  |   |       |             |             |             |             |             |  |   |             |       |       |       |       |  |

- Los horarios corresponden a la hora local del Perú: (UTC–5).

### Cuartos de final
| 2 de octubre | Comerciantes FC | 1 – 0   | Santos FC | Estadio Max Augustín, Iquitos |                              |
| 15:30        | Domínguez 58'   | Reporte |           | Árbitro(s): Fernando Legario  | Árbitro(s): Fernando Legario |

| 6 de octubre | Santos FC | Cancelado (Global 0 – 1) | Comerciantes FC | Estadio Pedro Huamán Román, Nazca |  |

| 2 de octubre | Universidad San Martín | 1 – 0   | Deportivo Llacuabamba | Estadio Iván Elías Moreno, Lima |                            |
| 13:15        | Bazán 47'              | Reporte |                       | Árbitro(s): Luis Seminario      | Árbitro(s): Luis Seminario |

| 6 de octubre | Deportivo Llacuabamba                            | 1 – 0 (3 – 4 p.)(Global 1 – 1) | Universidad San Martín                  | Estadio Municipal, Otuzco |                        |
| 15:15        | Quintero 76' (pen.)                              | Reporte                        |                                         | Árbitro(s): Diego Haro    | Árbitro(s): Diego Haro |
|              |                                                  | Tiros desde el punto penal     |                                         |                           |                        |
|              | - Quintero - Acevedo - Montero - Curiel - García |                                | - Ísmodes - Verón - Noriega - Chumpitaz |                           |                        |

### Semifinales
| 11 de octubre | Comerciantes FC | 1 – 1   | Los Chankas | Estadio Max Augustín, Iquitos |                             |
| 15:00         | Zambrano 21'    | Reporte | Robles 67'  | Árbitro(s): Jesús Cartagena   | Árbitro(s): Jesús Cartagena |

| 15 de octubre | Los Chankas                  | 3 – 0 (Global 4 – 1) | Comerciantes FC | Estadio Los Chankas, Andahuaylas |                        |
| 15:00         | Mogollón 8' · Ramos 66', 76' | Reporte              |                 | Árbitro(s): Diego Haro           | Árbitro(s): Diego Haro |

| 10 de octubre | Universidad San Martín | 2 – 3   | Alianza Universidad                        | Estadio Iván Elías Moreno, Lima |                              |
| 13:00         | Ísmodes 18', 44'       | Reporte | Ibargüen 48' · Monsalvo 49' · Espinoza 58' | Árbitro(s): Fernando Legario    | Árbitro(s): Fernando Legario |

| 15 de octubre | Alianza Universidad                     | 3 – 1 (Global 6 – 3) | Universidad San Martín | Estadio Heraclio Tapia, Huánuco |                          |
| 12:00         | Sernaqué 27' · Espinoza 53' · Pajoy 80' | Reporte              | Zárate 87'             | Árbitro(s): Joel Alarcón        | Árbitro(s): Joel Alarcón |

### Final
| 20 de octubre | Alianza Universidad                               | 3 – 1   | Los Chankas | Estadio Heraclio Tapia, Huánuco |                           |
| 13:00         | Schmidt 36' · Vásquez 90' (pen.) · Sernaqué 90+2' | Reporte | Vásquez 78' | Árbitro(s): Edwin Ordóñez       | Árbitro(s): Edwin Ordóñez |

| 27 de octubre                                          | Los Chankas                                  | 3 – 1 (3 – 2 p.)(Global 4 – 4) | Alianza Universidad                            | Estadio Los Chankas, Andahuaylas |                          |
| 15:00                                                  | - Ramos 18', 78' - Takeuchi 24'              | Reporte                        | Pajoy 68'                                      | Árbitro(s): Joel Alarcón         | Árbitro(s): Joel Alarcón |
|                                                        |                                              | Tiros desde el punto penal     |                                                |                                  |                          |
|                                                        | - López - Vásquez - Robles - Benítes - Ramos |                                | - Vásquez - Sernaqué - Pajoy - Ibargüen - Tito |                                  |                          |
| Los Chankas ganó la llave y ascendió a la Liga 1 2024. |                                              |                                |                                                |                                  |                          |

## Datos y estadísticas
| Jugador         | Equipo                | Goles | Part. | Minutos | Prom. |
| --------------- | --------------------- | ----- | ----- | ------- | ----- |
| Matías Sen      | Comerciantes Unidos   | 21    | 24    | 2009    | 0.87  |
| Luis Ramos      | Los Chankas           | 19    | 20    | 1565    | 0.95  |
| Oshiro Takeuchi | Los Chankas           | 15    | 30    | 1860    | 0.44  |
| Jarlín Quintero | Deportivo Llacuabamba | 13    | 23    | 1742    | 0.56  |
| Carlos López    | Los Chankas           | 11    | 30    | 2477    | 0.36  |

| Fecha         | Jugador         | Goles       | Local                 | Resultado | Visitante    | Reporte           |
| ------------- | --------------- | ----------- | --------------------- | --------- | ------------ | ----------------- |
| 1. 01/05/2023 | Sergio Samudio  | 13' 45' 82' | Alianza Universidad   | 3-0       | Carlos Stein | Fecha 3 Apertura  |
| 2. 13/06/2023 | Jarlín Quintero | 43' 80' 81' | Deportivo Llacuabamba | 4-0       | Pirata FC    | Fecha 10 Apertura |

| Fecha         | Jugador       | Minuto   | Local               | Resultado | Visitante | Reporte          |
| ------------- | ------------- | -------- | ------------------- | --------- | --------- | ---------------- |
| 1. 17/04/2023 | Matías Sebben | 1-0, 3'  | Alianza Universidad | 3-1       | Pirata FC | Fecha 1 Apertura |
| 2. 14/05/2023 | Brayan Ormeño | 3-0, 35' | Los Chankas         | 4-1       | Santos    | Fecha 5 Apertura |